# قائمة حوادث الطائرات العسكرية الإيرانية

## طائرات مقاتلة
- 26 نوفمبر 2007 تحطم طائرة إف-4 في خليج عمان.[1]
- 15 أبريل 2008 تحطم طائرة سوخوي سو-24 في مطار مهرآباد في طهران.[2]
- 17 أغسطس 2010 تحطم طائرة إف-4 في بوشهر ونجاة طاقم الطائرة.[3]
- 10 سبتمبر 2011 تحطم طائرة إف-5 في تبريز.[4]
- 26 يناير 2012 تحطم طائرة إف 14 قرب بوشهر.[5]
- 22 أبريل 2013 تحطم طائرة إف-5 قرب عبادان جنوب إيران ومقتل طاقمها المؤلف من فردين.[6]
- 2014 يوليو تحطم طائرة إف-4 في محافظة فارس ومقتل الطيار ومساعدة.[7]
- 12 يناير 2016 تحطم طائرة إف-4 في سيستان وبلوشستان ومقتل الطيار ومساعدة.[8]
- 27 أبريل 2016 تحطم طائرة إف 7 في وسط إيران.[9]
- مايو 2016 تحطم طائرة ميج-29 في محافظة همدان ومقتل قائدها.[10]
- 10 يوليو 2016 تحطم طائرة سوخوي سو-24 في محافظة فارس ومقتل الطيار ومساعدة.[11]
- 23 فبراير 2022 تحطم طائرة إف-5 في تبريز ومقتل طاقمها المؤلف من فردين.[12]
- 18 يونيو 2022 تحطم طائرة إف-14 في اصفهان ونجاة طاقمها المؤلف من فردين بعد قفزهما منها[13]

## مروحيات
- 25 أغسطس 2012 تحطم مروحية بيل 214 غرب إيران ومقتل طاقمها المؤلف من ثلاثة أشخاص وجندي على متنها.
- 19 مايو 2024 تحطم مروحية تقل الرئيس الإيراني إبراهيم رئيسي ومرافقيه وأدت إلى مقتل جميع الركاب

## نقل عسكري
- 19 فبراير 2003 تحطم طائرة إليوشن إي أل-76 في كرمان ومقتل 275 فرد على متنها.
- 22 سبتمبر 2009 تحطم طائرة إليوشن إي أل-76 قرب طهران ومقتل 7 من طاقمها